# Experian
Experian plc é uma empresa multinacional de gestão de informações e bancos de dados com operação em 44 países. A companhia emprega atualmente 17 mil colaboradores e tem sua sede corporativa em Dublin (Irlanda) e operacional em Nottingham (Reino Unido), Costa Mesa (Califórnia, EUA) e São Paulo (Brasil). Esta cotada na Bolsa de Valores de Londres e faz parte do índice FTSE 100. Fornece informações sobre análise de crédito e consumo.
No Brasil, o grupo Experian comprou a Serasa, maior empresa do ramo, por 1,2 bilhão de dólares em 2007.